# Commersonia densiflora
Commersonia densiflora är en malvaväxtart som beskrevs av Ferdinand von Mueller. Commersonia densiflora ingår i släktet Commersonia och familjen malvaväxter. Inga underarter finns listade i Catalogue of Life.